# Guyana britannica ai Giochi della XV Olimpiade
La Guyana britannica ha partecipato ai Giochi della XV Olimpiade, svoltisi ad Helsinki dal 19 luglio al 3 agosto 1952, con una delegazione di un atleta (Cecil Moore nel sollevamento pesi), senza aggiudicarsi medaglie.